# Geronticus
Geronticus é um género de íbis da família dos Tresquiornitídeos.
As espécies deste género têm a plumagem preta e constroem os ninhos em árvores ou arbustos, onde põem dois a quatro ovos. 
Ocorrem em áreas pantanosas e alimentam-se de diversos peixes, rãs, crustáceos e insetos.

## Etimologia
Quanto à etimologia deste nome genérico, Geronticus provém do étimo grego clássico γέρων (gérōn), e significa «velho; ancião», por alusão à cabeça calva das espécies deste género.

## Espécies
Há apenas duas espécies vivas classificadas neste género:
- Ibis-calvo[4] (Geronticus calvus)
- Íbis-eremita[5] (Geronticus eremita)